# 黒薙温泉

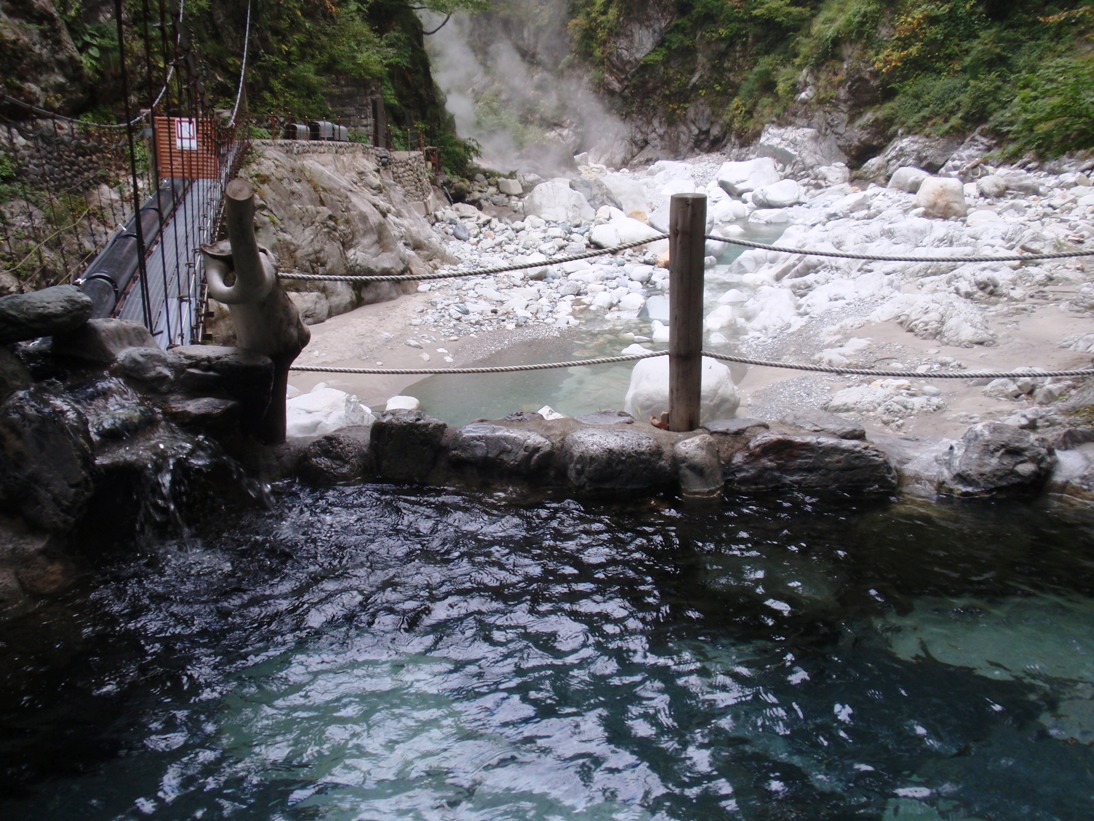
天女の湯・2008年撮影

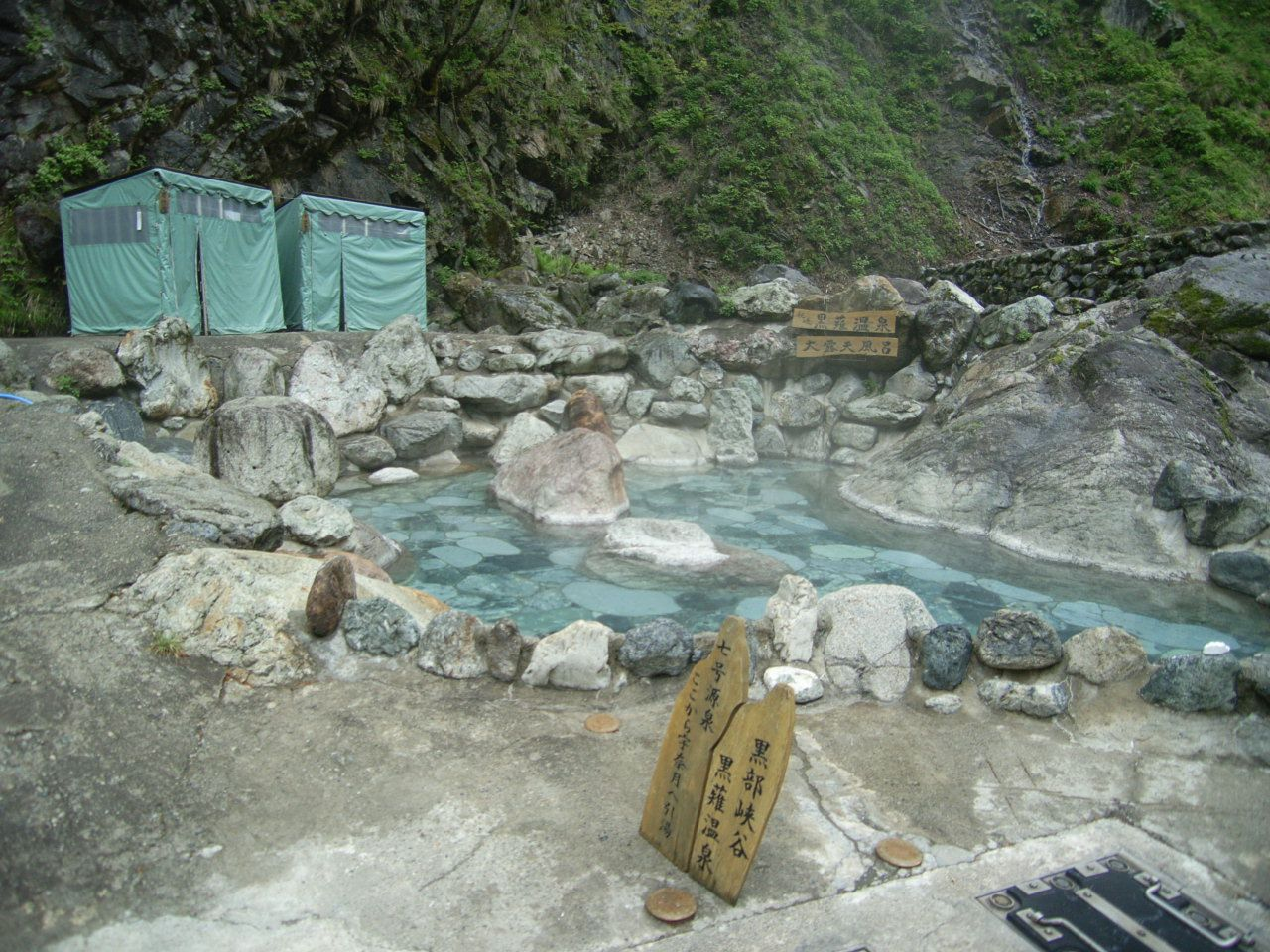
宇奈月温泉の源泉であることを示す看板 2007年撮影

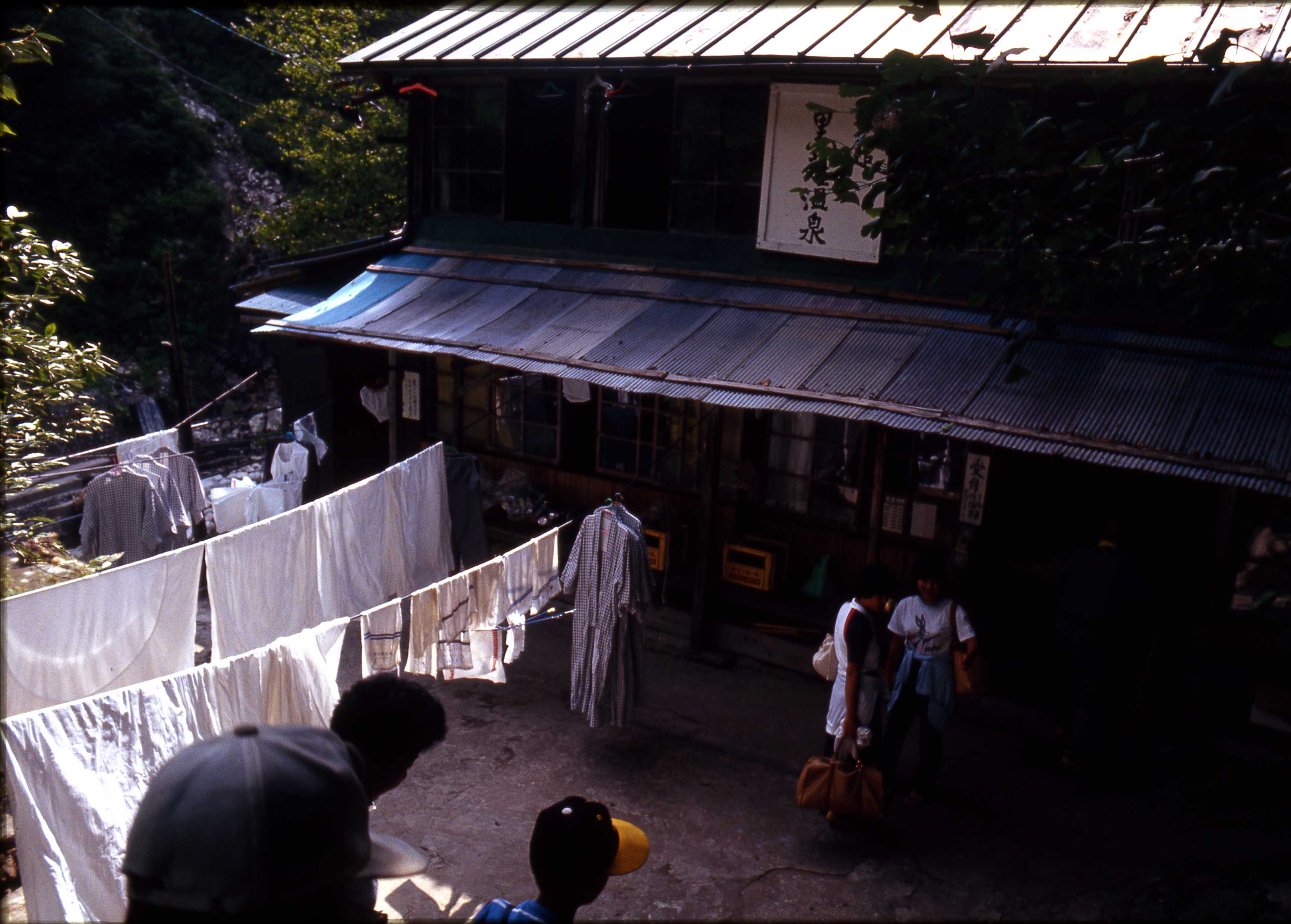
黒薙温泉入口・1981年撮影

黒薙温泉（くろなぎおんせん）は、富山県黒部市宇奈月温泉（旧国越中国）にある温泉。

## 泉質
- 単純温泉[4]（低張性・弱アルカリ性・高温泉）
  - 源泉温度98.3度[1]。温度調節のため加水している。
  - 湧出量は479L/分[1]
  - pHは8.11[1]
  - 溶存物質は542mg/kg[1]

## 温泉宿の概要
黒部峡谷鉄道のトロッコ列車の運行期間のみの営業となる。黒薙温泉は現在黒部観光開発株式会社が経営している。この会社は富山地方鉄道グループで宇奈月温泉への送湯事業等を行う。
黒部川支流の黒薙川に面した木造二階建ての一軒宿である。流れは激しく、川に面した部屋は川音が大きい。そのため、音に敏感な人は注意を要する（受付で耳栓の販売もある）。眺めがなく少し薄暗いものの、山側の部屋に案内してもらうこともできる。
部屋は、テレビなどの娯楽機器はない簡素な部屋である。食堂も簡素であるが、食事は四季の山菜、岩魚の塩焼き、富山名産の昆布じめ刺身などが楽しめる。
もとは湯治場であったが、長年親しまれた自炊所は2008年度（平成20年度）いっぱいで営業を終了し、宿泊者向けのフリースペースとなった。なお、食堂入口には硬貨専用の公衆電話、缶ビール、清涼飲料水などの自動販売機、アナログ衛星放送のみ放映可能な小型テレビ、新聞朝刊が置かれる。
浴場は、旅館併設の男女別の内湯と、宿から3分ほど上流に歩いた混浴の露天風呂がある。また、近年吊橋を架けた向かいに女性専用屋根付き露天風呂「天女の湯」が新設された（双方ともに、夜間帯には女性専用・男性専用の入れ替え時間帯が設けられている）。露天風呂にはテントの更衣室が併設されている。
混浴露天風呂のすぐ手前に源泉がある。ここは黒薙温泉の源泉（1,5,7号井）であるとともに、黒部川の川下に位置する宇奈月温泉の全ての宿の源泉（3,4,6,9号井および自噴泉）でもあり、延々と黒部川沿いに引湯管が宇奈月まで設置されている。これはトロッコの車窓からも確認できる。
7月の下旬から8月の昼間は血を吸うアブ（清流にのみ生息するアブ、イヨシロオビアブ・方言でオロロ）の発生はもとより、大自然に囲まれた一軒宿であることもあり昆虫類の生息数が多く、対策として露天風呂には大型の蚊帳が張られる。それでも蚊帳をかいくぐって侵入してくる虫が多く、明るい時間帯の露天風呂入浴は注意が必要である。
なお、携帯電話（衛星携帯電話を除く）は2016年よりNTTドコモのエリアになった。また、日本郵便から交通困難地の指定を受けているため当地宛に郵便物を送付することも出来ないので、注意を要する。

## 歴史
1645年（正保2年）、音沢村（現在の黒部川右岸、黒部市音沢村）の太郎左衛門が発見したという。（下新川郡史稿）しかし信越国境地帯であり国境防御のため加賀藩は開湯を許さなかった。この地は比較的入り込みやすく、音沢村から入浴するものがありしばしば藩により処分を受けた。
1849年（嘉永2年）に既に開湯していたが、1868年（慶応4年）、加賀藩は黒薙温泉を西鐘釣温泉とともに開湯を許可する事とした。営業にあたったのは魚津の三賀屋（河上）善右衛門であった。
大正年間に至って近代の登山が盛んになり林道あるいは登山道が開通し地元民だけでなく登山者などが利用するようになった。
1924年（大正13年）に宇奈月温泉までの引湯管敷設が完成する。これはほぼ、旧愛本温泉の樋（とい）を置き換えたものであった。
なお、この引湯管は利用権を得ていない土地をほんの少し通過していたことから、これをめぐって土地を手に入れた者が起こした民事訴訟が、「権利の濫用」の判例として知られる「宇奈月温泉事件」である。
1995年（平成7年）の大水害（7.11水害）では、比較的低い場所に建っている浴場と露天風呂などが流失し、現在あるものは翌年再建されたものである。

## アクセス
黒部峡谷鉄道本線黒薙駅下車。駅からは徒歩20分。展望は良いが起伏が激しい登山道である。
かつては所要徒歩10分足らずのトロッコ支線の軌道トンネル内を通るルートも選択できた。足腰に自信がない人や、悪天候時などでトンネル内ルートを歩きたい場合は、黒薙駅駅員の許可があれば使用できたが、現在は保安上の理由から、一般人は通行禁止となっている。